# Chrotopterus auritus
Genre
Espèce
Statut de conservation UICN

 LC  : Préoccupation mineure
Chrotopterus auritus est une espèce de chauves-souris, la seule du genre Choropterus.

#### GenreChrotopterus
- (en) Mammal Species of the World (3e  éd., 2005) :  Chrotopterus
- (en) Catalogue of Life : Chrotopterus Peters, 1865 (consulté le 11 décembre 2020)
- (fr + en) ITIS : Chrotopterus Peters, 1865
- (en) Animal Diversity Web : Chrotopterus
- (en) NCBI : Chrotopterus (taxons inclus)
- (en) UICN : taxon  Chrotopterus  (consulté le 7 janvier 2023)

#### EspèceChrotopterus auritus
- (en) Mammal Species of the World (3e  éd., 2005) : Chrotopterus auritus Peters, 1856
- (en) Catalogue of Life : Chrotopterus auritus (Peters, 1856)
- (fr + en) ITIS : Chrotopterus auritus (Peters, 1856)
- (en) Animal Diversity Web : Chrotopterus auritus
- (en) NCBI : Chrotopterus auritus (taxons inclus)
- (en) UICN : espèce Chrotopterus auritus (Peters, 1856)